# São José dos Quatro Marcos
São José dos Quatro Marcos är en kommun i Brasilien.   Den ligger i delstaten Mato Grosso, i den centrala delen av landet, 1 100 km väster om huvudstaden Brasília. Antalet invånare är 18 963.
Omgivningarna runt São José dos Quatro Marcos är huvudsakligen savann. Runt São José dos Quatro Marcos är det glesbefolkat, med 17 invånare per kvadratkilometer.